# Hino Olímpico
O Hino Olímpico (Grego: Ολυμπιακός Ύμνος) foi composto pelo grego Spyridon Samaras, com letra do poeta romano  Kostís Palamás em 1800. O hino foi adotado pelo Comitê Olímpico Internacional (COI) em 1958. É executado durante a Cerimônia de Abertura de cada edição, quando a Bandeira Olímpica é hasteada, e na Cerimônia de Encerramento, quando ela é arriada.
O hino começou a ser cantado em grego, mas em várias edições foi traduzido para o idioma do país anfitrião. Em Sydney 2000, o hino voltou a ser cantado em grego na Cerimônia de Abertura, o que foi repetido em  Pequim 2008.

## Letra
| Grego lírico | Transliteração ao alfabeto latino | Versão em Português | Versão em Português (Brasil) |
| --- | --- | --- | --- |
| Αρχαίο Πνεύμ' αθάνατο, αγνέ πατέρα του ωραίου, του μεγάλου και τ'αληθινού, κατέβα, φανερώσου κι άστραψ'εδώ πέρα στην δόξα της δικής σου γης και τ'ουρανού. Στο δρόμο και στο πάλεμα και στο λιθάρι, στων ευγενών Αγώνων λάμψε την ορμή, και με τ' αμάραντο στεφάνωσε κλωνάρι και σιδερένιο πλάσε κι άξιο το κορμί. Κάμποι, βουνά και θάλασσες φέγγουν μαζί σου σαν ένας λευκοπόρφυρος μέγας ναός, και τρέχει στο ναό εδώ, προσκυνητής σου, Αρχαίο Πνεύμ' αθάνατο, κάθε λαός. | Arkhéo Pnévma athánato, aghné patéra tou oraéou, tou meghálou kai t'alithinoú, katéva, phanerósou ki ástraps'edhó péra stin dhóksa tis dhikís sou ghis kai t'ouranoú. Sto dhrómo kai sto pálema kai sto lithári, ston evghenón Aghónon lámpse tin ormí, kai me t'amáranto stefánose klonári kai sidherénio pláse ki áksio to kormí. Kámpi vouná kai thálasses féngoun mazí sou san énas levkopórfyros méghas naós, kai trékhei sto naó edhó, proskynitís sou, Arkhaéo Pneúm' athánato, káthe laós. | Oh! Arcaico espírito imortal, imaculado Pai da beleza, da grandeza e da veracidade Desça, se faça presente e faça brilhar aqui e Mais além, na Glória de sua Terra e Céu Na corrida, na luta e no arremesso, faça brilhar o ímpeto das nobres competições Modelando com aço e dignidade o corpo Coroando-o com a imperecível rama do louro Campos, montanhas e mares se vão contigo Tal como um alvirrubro magno templo Para o qual se conduz aqui como seu peregrino Oh, arcaico espírito imortal, cada nação.. | Espírito imortal da antiguidade: Criador augusto da verdade, beleza e bondade! Desça aqui, apresente-se e radie sua luz sobre nós, por este nobre campo e debaixo deste céu, que primeiro testemunharam sua fama imperecível. Traga vida e entusiasmo para estes nobres jogos, atire coroas de flores com frescor eterno aos vitoriosos da corrida e da luta. E crie em nossos peitos corações de aço! Em sua luz, planícies, montanhas e mares, brilham em matizes rosados e formam um vasto templo, no qual as multidões de todas as nações vão adorá-lo: Ó espírito imortal da antiguidade! |

## Idiomas em que o Hino Olímpico foi executado
| Olimpíada                   | Cidade-Sede                         | Idioma                                                                  | Observações |
| --------------------------- | ----------------------------------- | ----------------------------------------------------------------------- | --- |
| Verão de 1896               | Atenas, Grécia, · Grécia            | Grego                                                                   | O hino foi realizado pela primeira vez na cerimônia de abertura. |
| Inverno de 1960             | Squaw Valley, · Estados Unidos      | Inglês                                                                  | Esta foi a primeira vez que o hino olímpico foi realizado desde Atenas 1896. |
| Verão de 1960               | Roma, · Itália                      | Italiano                                                                | |
| Inverno de 1964             | Innsbruck, · Áustria                | Alemão                                                                  | |
| Verão de 1964               | Tóquio, · Japão                     | Japonês                                                                 | O hino foi cantado em japonês nas cerimônias de abertura e encerramento. |
| Inverno de 1968             | Grenoble, · França                  | Francês                                                                 | |
| Verão de 1968               | Cidade do México, · México          | Espanhol                                                                | |
| Inverno de 1972             | Sapporo, · Japão                    | Japonês                                                                 | |
| Verão de 1972               | Munique, · Alemanha Ocidental       | Instrumental                                                            | Um arranjo instrumental foi usado durante as cerimônias de abertura e encerramento. |
| Inverno de 1976             | Innsbruck, · Áustria                | Grego (Abertura) Instrumental (Encerramento)                            | Na cerimônia de abertura, o hino foi cantado em grego. Na cerimônia de encerramento, um arranjo instrumental foi executado. Em ambos os casos, o primeiro estrofe foi executado mais uma vez ao invés do terceiro estrofe. |
| Verão de 1976               | Montreal, · Canadá                  | Grego                                                                   | O hino foi cantado em grego. |
| Inverno de 1980             | Lake Placid, · Estados Unidos       | Inglês                                                                  | |
| Verão de 1980               | Moscou, · União Soviética           | Russo (Abertura) Grego (Encerramento)                                   | O hino foi cantado em russo na cerimônia de abertura e depois em grego na cerimônia de encerramento. |
| Inverno de 1984             | Sarajevo, · Iugoslávia              | Servo-croata                                                            | |
| Verão de 1984               | Los Angeles, · Estados Unidos       | Inglês                                                                  | |
| Inverno de 1988             | Calgary, · Canadá                   | Grego                                                                   | O hino foi cantado em grego. |
| Verão de 1988               | Seul, · República da Coreia         | Coreano                                                                 | |
| Inverno de 1992             | Albertville, · França               | Instrumental                                                            | A versão instrumental do hino foi tocada. |
| Verão de 1992               | Barcelona, · Espanha                | Catalão, Francês e Espanhol (Abertura) Espanhol e Inglês (Encerramento) | Na cerimônia de abertura, Alfredo Kraus cantou as duas primeiras estrofes do hino em catalão e o restante do hino em espanhol e francês. Na cerimônia de encerramento, Plácido Domingo cantou em espanhol e inglês. |
| Inverno de 1994             | Lillehammer, · Noruega              | Norueguês                                                               | Cantada nas cerimônias de abertura e encerramento por Sissel Kyrkjebø com o Coro das Crianças. |
| Verão de 1996               | Atlanta, · Estados Unidos           | Inglês                                                                  | Executado na Cerimônia de Abertura pelas 300 vozes do Coro Olímpico do Centenário com a Orquestra Sinfônica de Atlanta e na Cerimônia de Encerramento por Jennifer Larmore e o Morehouse College Glee Club com a Orquestra Juvenil da Orquestra Sinfônica de Atlanta. |
| Inverno de 1998             | Nagano, · Japão                     | Japonês                                                                 | Executada pela Orquestra do Festival de Nagano e cantada pelo Grupo de Coro Infantil da Cidade de Nagano em japonês. |
| Verão de 2000               | Sydney, · Austrália                 | Grego (Abertura) Inglês (Encerramento)                                  | Estas foram as primeiras Olimpíadas até Jogos Olímpicos de Inverno de 2018 em que o hino foi cantado em ambas as línguas preferidas pelo COI. Na cerimônia de abertura cantado em grego pelo Coro do Milênio da Arquidiocese Ortodoxa Grega da Austrália com a Orquestra Sinfônica de Sydney, em reconhecimento à grande população grega da Austrália. Na cerimônia de encerramento, cantado em inglês pela soprano australiana Yvonne Kenny. |
| Inverno de 2002             | Salt Lake City, · Estados Unidos    | Inglês                                                                  | Cantado pelo Coro do Tabernáculo Mórmon na Cerimônia de Abertura e por Laura Garff-Lewis na Cerimônia de Encerramento. |
| Verão de 2004               | Atenas, · Grécia                    | Grego                                                                   | Em grego, cantado para o arranjo de John Psathas. |
| Inverno de 2006             | Turim, · Itália                     | Instrumental                                                            | Nessas Olimpíadas, uma versão abreviada foi realizada nas cerimônias de abertura e encerramento. |
| Verão de 2008               | Pequim, República Popular da China  | Grego                                                                   | O hino foi cantado em grego na cerimônia de abertura e na cerimônia de encerramento. |
| Inverno de 2010             | Vancouver, · Canadá                 | Inglês e Francês                                                        | Esta foi a única Olimpíada que o hino foi realizado em ambas as línguas oficiais das Olimpíadas. Isso foi feito para refletir o bilinguismo oficial no Canadá. Measha Brueggergosman, na cerimônia de abertura, e Ben Heppner, na cerimônia de encerramento, cantaram os dois primeiros, o quarto, e sexta estrofes em inglês e o restante em francês.                                                                                        |
| Juventude de 2010 (Verão)   | Singapura                           | Grego                                                                   | O hino foi cantado em grego. |
| Juventude de 2012 (Inverno) | Innsbruck, · Áustria                | Instrumental                                                            | A versão instrumental do hino foi tocada nas cerimônias de abertura e encerramento. |
| Verão de 2012               | Londres, · Reino Unido              | Instrumental (abertura) Inglês (encerramento)                           | Versão instrumental tocada na cerimônia de abertura pela Orquestra Sinfônica de Londres e pela Grimethorpe Colliery Band. Cantado em inglês na cerimônia de encerramento do Coro de Voz Masculino Galês de Londres e do Coro do London Welsh Rugby Club com letras curtas. |
| Inverno de 2014             | Sochi, Federação Russa              | Russo (abertura) Instrumental (encerramento)                            | Cantado em russo na mesma tradução dos Jogos Olímpicos de Verão de 1980 em Moscou. É executado por Anna Netrebko com o Coro Masculino do Mosteiro Sretensky de Moscou na cerimônia de abertura. A versão instrumental que também tocou na cerimônia de abertura pela Orquestra Sinfônica de Londres e pela Grimethorpe Colliery Band foi usada na cerimônia de encerramento.                                                                  |
| Juventude de 2014 (Verão)   | Nanquim, República Popular da China | Instrumental                                                            | A versão instrumental tocada na cerimônia de abertura pela Orquestra Sinfônica de Londres e pela Grimethorpe Colliery Band foi usada nas cerimônias de abertura e de encerramento. |
| Juventude de 2016 (Inverno) | Lillehammer, · Noruega              | Norueguês                                                               | Uma versão coral foi cantada em norueguês nas cerimônias de abertura e encerramento usando as mesmas letras do hino cantado nos Jogos Olímpicos de Inverno de 1994 |
| Verão de 2016               | Rio de Janeiro, · Brasil            | Inglês                                                                  | O hino foi cantado em inglês nas cerimônias de abertura e de encerramento dos Jogos Olímpicos de Verão de 2016 pelo coral de jovens do Projeto More, da cidade de Niterói, localizada na Região Metropolitana do Rio de Janeiro. |
| Inverno de 2018             | PyeongChang, República da Coreia    | Grego (abertura) Inglês (encerramento)                                  | As primeiras Olimpíadas desde os Jogos Olímpicos de Verão de 2000, em Sydney, na Austrália, e as únicas Olimpíadas de Inverno até então em que o hino foi cantado em ambas as línguas preferidas pelo COI. Foi cantado em grego pela soprano Sumi Hwang, na cerimônia de abertura, e em inglês por Oh Yeon-joon, de 11 anos, na cerimônia de encerramento.                                                                                    |
| Juventude de 2018 (Verão)   | Buenos Aires, · Argentina           | Inglês                                                                  | Interpretada por Luna Sujatovich na Cerimônia de Abertura e por Melina Moguilevsky na Cerimônia de Encerramento. |
| Juventude de 2020 (Inverno) | Lausanne, · Suíça                   | Inglês e Francês (Abertura) Instrumental (Encerramento)                 | Uma versão bilíngue do hino foi cantada na Cerimônia de Abertura pelo coro infantil "Les Petits Chanteurs de Lausanne", usando as mesmas letras bilíngues do hino cantado nos Jogos Olímpicos de Inverno de 2010. |
| Verão de 2020               | Tóquio, · Japão                     | Inglês                                                                  | Foi cantado em inglês pelo Coral de Alunos de Fukushima na Cerimônia de Abertura e por Tomotaka Okamoto na Cerimônia de Encerramento. |
| Inverno de 2022             | Pequim, República Popular da China  | Grego                                                                   | A música foi cantada por um coral de 40 crianças |
| Juventude de 2024 (Inverno) | Gangwon, Coreia do Sul              | Inglês                                                                  | Foi cantado por um coral local |
| Verão de 2024               | Paris, · França                     | Inglês (abertura) e Francês (encerramento)                              | Foi tocado e cantado pela Orquestra Nacional da França, The Radio France Choir e Maîtrise de Radio France na abertura e pela mesma orquestra no encerramento |
| Inverno de 2026             | Milão-Cortina d'Ampezzo, · Itália   |                                                                         | |
| Juventude de 2026 (Verão)   | Dacar, · Senegal                    |                                                                         | |
| Juventude de 2028 (Inverno) | A definir                           |                                                                         | |
| Verão de 2028               | Los Angeles, · Estados Unidos       |                                                                         | |
| Inverno de 2030             | Alpes Marítimos, França             |                                                                         | |
| Juventude de 2030 (Verão)   | A definir                           |                                                                         | |
| Verão de 2032               | Brisbane, · Austrália               |                                                                         | |
| Inverno de 2034             | Salt Lake City, Estados Unidos      |                                                                         | |